# Grote Keten van Pra Nop
De Grote Keten van Pra Nop was een Thaise onderscheiding die tot het einde van de 18e eeuw werd verleend aan Thaise zegevierende veldheren; het land was voortdurend in oorlog met de Khmer en de Birmanen. Men is de keten de "Grote Keten van Pra Nop" gaan noemen. De orde werd door Rama I vervangen door de Keten van de Rachawarabhorn of "Noparat Rachawarabhorn". Later ontstond het gebruik om negen edelstenen te dragen de Orde van de Negen Edelstenen. De daarbij horende keten wordt alleen door de Thaise koning gedragen.

## Geschiedenis van de keten
In de Ayutthaya periode (1300 tot 1767) was een sieraad met negen edelstenen (noparat) een insigne van de koning van Siam. Deze keten bestond uit drie strengen van gouden kettingen verbonden met een roosvormig sieraad waarin de negen stenen waren gezet.
- Diamant
- Robijn
- Smaragd
- Topaas
- Granaat
- Saffier
- Parel
- Zirkoon
- Groene kattenoog

In moderne ogen zijn dit niet allemaal edelstenen, een parel is geen steen of mineraal en een zirkoon rekent men tot de halfedelstenen. De betekenis is dan ook symbolisch en niet mineralogisch.
Een "grote overwinnaar" of "Prapichaisongkram" mocht als militaire onderscheiding een dergelijke keten dragen. De negen stenen zouden een bijzondere kracht verlenen aan de drager.